# Wédogo-Peulh
Ne doit pas être confondu avec Wédogo-Petit.
Wédogo-Peulh est une localité située dans le département de Koupéla de la province du Kouritenga dans la région Centre-Est au Burkina Faso. 